# Kuśkowce
Kuśkowce (ukr. Коськівці, ros. Коськовцы) – przystanek kolejowy w miejscowości Kuśkowce Małe, w rejonie krzemienieckim, w obwodzie tarnopolskim, na Ukrainie. Położony jest na linii Szepetówka – Tarnopol.
Przystanek istniał przed II wojną światową.